# Temporada 1981-82 de los Boston Celtics
La temporada 1981-82 fue la trigésimo sexta de los Boston Celtics en la NBA. La temporada regular acabó con 63 victorias y 19 derrotas, clasificándose para los playoffs, donde se cayeron en las finales de conferencia ante los Philadelphia 76ers.

## Elecciones en el Draft
| Ronda | Puesto | Jugador         | Posición | Nacionalidad   | Universidad |
| ----- | ------ | --------------- | -------- | -------------- | ----------- |
| 1     | 23     | Charles Bradley | Escolta  | Estados Unidos | Wyoming     |
| 2     | 25     | Tracy Jackson   | Escolta  | Estados Unidos | Notre Dame  |
| 2     | 31     | Danny Ainge     | Escolta  | Estados Unidos | BYU         |

## Temporada regular
| División Atlántico   | División Atlántico | División Atlántico | División Atlántico | División Atlántico | División Atlántico | División Atlántico | División Atlántico | División Atlántico |
| Equipo               | G                  | P                  | %                  | PD                 | Casa               | Fuera              | Div                |                    |
| -------------------- | ------------------ | ------------------ | ------------------ | ------------------ | ------------------ | ------------------ | ------------------ | ------------------ |
| y-Boston Celtics     | 63                 | 19                 | .768               | –                  | 35–6               | 28–13              | 20–4               |                    |
| x-Philadelphia 76ers | 58                 | 24                 | .707               | 5.0                | 32–9               | 26–15              | 16–8               |                    |
| x-New Jersey Nets    | 44                 | 38                 | .537               | 19.0               | 25–16              | 19–22              | 12–12              |                    |
| x-Washington Bullets | 43                 | 39                 | .524               | 20.0               | 22–19              | 21–20              | 7–17               |                    |
| New York Knicks      | 33                 | 49                 | .402               | 30.0               | 19–22              | 14–27              | 5–19               |                    |

## Playoffs

### Semifinales de Conferencia
Boston Celtics vs. Washington Bullets 
| Fecha       | Partido                                    | Ciudad   |
| ----------- | ------------------------------------------ | -------- |
| 25 de abril | Boston Celtics 109, Washington Bullets 91  | Boston   |
| 28 de abril | Boston Celtics 102, Washington Bullets 103 | Boston   |
| 1 de mayo   | Washington Bullets 83, Boston Celtics 92   | Landover |
| 2 de mayo   | Washington Bullets 99, Boston Celtics 103  | Landover |
| 5 de mayo   | Boston Celtics 131, Washington Bullets 126 | Boston   |
|             | Boston Celtics gana las series 4-1         |          |

### Finales de Conferencia
Boston Celtics vs. Philadelphia 76ers
| Fecha      | Partido                                    | Ciudad     |
| ---------- | ------------------------------------------ | ---------- |
| 9 de mayo  | Boston Celtics 121, Philadelphia 76ers 81' | Boston     |
| 13 de mayo | Boston Celtics 113, Philadelphia 76ers 121 | Boston     |
| 15 de mayo | Philadelphia 76ers 99, Boston Celtics 97   | Filadelfia |
| 16 de mayo | Philadelphia 76ers 119, Boston Celtics 94  | Filadelfia |
| 19 de mayo | Boston Celtics 114, Philadelphia 76ers 85  | Boston     |
| 21 de mayo | Philadelphia 76ers 75, Boston Celtics 88   | Filadelfia |
| 23 de mayo | Boston Celtics 106, Philadelphia 76ers 120 | Boston     |
|            | Philadelphia 76ers gana las series 4-3     |            |

## Estadísticas
| Rk | Jugador          | Edad | P  | PT | MP   | TC  | TCI  | %TC  | T3  | T3I | %T3  | TL  | TLI | %TL  | RO  | RD  | RT   | AS  | RB  | TAP | BP  | FP  | PTS  |
| -- | ---------------- | ---- | -- | -- | ---- | --- | ---- | ---- | --- | --- | ---- | --- | --- | ---- | --- | --- | ---- | --- | --- | --- | --- | --- | ---- |
| 1  | Larry Bird       | 25   | 77 | 58 | 38.0 | 9.2 | 18.4 | .503 | 0.1 | 0.7 | .212 | 4.3 | 4.9 | .863 | 2.6 | 8.3 | 10.9 | 5.8 | 1.9 | 0.9 | 3.3 | 3.2 | 22.9 |
| 2  | Cedric Maxwell   | 26   | 78 | 73 | 33.2 | 5.1 | 9.3  | .548 | 0.0 | 0.0 | .000 | 4.6 | 6.1 | .747 | 2.8 | 3.6 | 6.4  | 2.3 | 1.0 | 0.6 | 2.2 | 3.4 | 14.8 |
| 3  | Tiny Archibald   | 33   | 68 | 51 | 31.9 | 4.5 | 9.6  | .472 | 0.1 | 0.2 | .375 | 3.5 | 4.6 | .747 | 0.4 | 1.3 | 1.7  | 8.0 | 0.8 | 0.0 | 2.6 | 1.9 | 12.6 |
| 4  | Robert Parish    | 28   | 80 | 78 | 31.7 | 8.4 | 15.4 | .542 | 0.0 | 0.0 |      | 3.2 | 4.4 | .710 | 3.6 | 7.2 | 10.8 | 1.8 | 0.9 | 2.4 | 2.8 | 3.3 | 19.9 |
| 5  | Kevin McHale     | 24   | 82 | 33 | 28.4 | 5.7 | 10.7 | .531 | 0.0 | 0.0 |      | 2.3 | 3.0 | .754 | 2.3 | 4.5 | 6.8  | 1.1 | 0.4 | 2.3 | 1.7 | 3.2 | 13.6 |
| 6  | M.L. Carr        | 31   | 56 | 27 | 23.1 | 3.3 | 7.3  | .450 | 0.1 | 0.3 | .294 | 1.5 | 2.1 | .707 | 1.0 | 1.7 | 2.7  | 2.3 | 1.2 | 0.4 | 1.1 | 2.4 | 8.1  |
| 7  | Gerald Henderson | 26   | 82 | 31 | 22.5 | 4.3 | 8.6  | .501 | 0.0 | 0.1 | .167 | 1.5 | 2.1 | .727 | 0.6 | 1.3 | 1.9  | 3.1 | 1.0 | 0.1 | 1.8 | 2.4 | 10.2 |
| 8  | Chris Ford       | 33   | 76 | 53 | 20.9 | 2.5 | 5.9  | .418 | 0.3 | 0.8 | .317 | 0.5 | 0.7 | .696 | 0.7 | 0.7 | 1.4  | 1.9 | 0.6 | 0.1 | 0.7 | 1.9 | 5.7  |
| 9  | Rick Robey       | 26   | 80 | 4  | 14.8 | 2.3 | 4.7  | .493 | 0.0 | 0.0 | .000 | 1.1 | 2.0 | .535 | 1.4 | 2.3 | 3.7  | 0.9 | 0.3 | 0.2 | 1.2 | 2.3 | 5.7  |
| 10 | Danny Ainge      | 22   | 53 | 1  | 10.6 | 1.5 | 4.2  | .357 | 0.1 | 0.3 | .294 | 1.1 | 1.2 | .862 | 0.5 | 0.6 | 1.1  | 1.6 | 0.7 | 0.1 | 1.0 | 1.6 | 4.1  |
| 11 | Terry Duerod     | 25   | 21 | 0  | 7.0  | 1.6 | 3.7  | .442 | 0.0 | 0.0 | .000 | 0.2 | 0.6 | .333 | 0.3 | 0.4 | 0.7  | 0.6 | 0.1 | 0.0 | 0.1 | 0.4 | 3.4  |
| 12 | Charles Bradley  | 22   | 51 | 1  | 6.6  | 1.1 | 2.4  | .451 | 0.0 | 0.0 | .000 | 0.8 | 1.2 | .677 | 0.2 | 0.5 | 0.7  | 0.4 | 0.3 | 0.1 | 0.7 | 1.2 | 3.0  |
| 13 | Tracy Jackson    | 22   | 11 | 0  | 6.0  | 0.9 | 2.4  | .385 | 0.0 | 0.0 |      | 0.5 | 0.9 | .600 | 0.6 | 0.5 | 1.1  | 0.5 | 0.3 | 0.0 | 0.5 | 0.5 | 2.4  |
| 14 | Eric Fernsten    | 28   | 43 | 0  | 4.7  | 0.4 | 1.1  | .388 | 0.0 | 0.0 |      | 0.4 | 0.7 | .633 | 0.3 | 0.7 | 1.0  | 0.2 | 0.1 | 0.2 | 0.3 | 0.5 | 1.3  |

## Galardones y récords
| Jugador/Entrenador | Galardón                                                                 |
| Larry Bird         | Mejor quinteto de la NBA 2.º Mejor quinteto defensivo de la NBA All-Star |
| Robert Parish      | 2.º Mejor quinteto de la NBA All-Star                                    |
| Nate Archibald     | All-Star                                                                 |